# Glycoside tim
Glycozid tim chỉ các steroid có hoạt tính ở tim, chia sẻ cấu trúc vòng aglycon và có tác động tăng co sợi cơ và ảnh hưởng điện sinh lý.